# Straight On till Morning
Straight On till Morning è il quinto album in studio del gruppo musicale statunitense Blues Traveler, pubblicato nel 1997.

## Tracce
1. Carolina Blues (John Popper, Chan Kinchla) – 4:44
2. Felicia (Popper) – 4:42
3. Justify the Thrill (Popper, Kinchla) – 4:06
4. Canadian Rose (Popper) – 4:31
5. Business as Usual (Popper, Brendan Hill, Kinchla) – 5:17
6. Yours (Popper) – 6:34
7. Psycho Joe (Popper, Bobby Sheehan) – 3:55
8. Great Big World (Popper, Hill) – 5:37
9. Battle of Someone (Popper) – 6:03
10. Most Precarious (Popper) – 3:27
11. The Gunfighter (Popper, Kinchla) – 4:57
12. Last Night I Dreamed (Kinchla) – 4:10
13. Make My Way (Popper) – 7:24